# Masami Ueda
Masami Ueda, né le 19 novembre 1974, est un compositeur de musiques de jeux vidéo. 
Ces dernières années, il a travaillé sur des jeux comme Resident Evil 2 ou Devil May Cry. Plus récemment, son travail s'est porté sur Ōkami,  Devil May Cry 4, Bayonetta ainsi que sa suite Bayonetta 2. Il est donc en collaboration avec le studio de développement Platinum Games et l'éditeur/développeur Capcom.